# Carine Camby
Pour les articles homonymes, voir Camby.
Carine Camby est née le 14 janvier 1961 à Paris. Elle est une administratrice française, conseiller maître à la Cour des comptes. Depuis mars 2021, elle est présidente de chambre à la Cour des comptes après avoir été Première avocate générale à la Cour des comptes entre juillet 2019 et mars 2021. De novembre 2010 à juillet 2019, elle a été  Déléguée Générale de la Fondation Nationale - Cité internationale universitaire de Paris.

## Carrière
Diplômée de l'Institut d'études politiques de Paris en 1982 puis de l'ENA en 1986 (promotion Denis Diderot), elle est également titulaire d'une maîtrise de droit du travail. Au sortir de ses études, en 1986, elle entre en tant que magistrate à la Cour des comptes. 
De 1993 à 1998, elle est directrice financière de la chaîne publique de télévision La Cinquième, auprès de Jean-Marie Cavada, puis conseillère technique chargé des médias et du cinéma au cabinet du ministre de la Communication, Philippe Douste-Blazy, et enfin directrice générale de la société de production audiovisuelle Image et Compagnie.
En 2003, elle prend la tête de l'Établissement français des greffes. Elle est chargée d'assurer sa transformation en Agence de la biomédecine, à la suite de la révision des lois de bioéthique du 6 août 2004. Elle est donc devenue, le 10 mai 2005, directrice générale de la nouvelle agence. Son mandat s'est achevé en mai 2008.
Carine Camby a ensuite été chargée par le Premier Ministre François Fillon d’une mission auprès de Martin Hirsch, Haut-Commissaire aux solidarités actives contre la pauvreté, et de Laurent Wauquiez, ministre délégué à l’emploi, visant à assurer la mise en œuvre des mesures décidées à l’issue du « Grenelle de l’insertion ».
En 2009, elle est nommée Secrétaire Générale du Conseil de la Création artistique.
De 2010 à 2019 (juillet), elle est Déléguée Générale de la Cité internationale universitaire de Paris.
En juillet 2019, elle est nommée Première avocate générale à la Cour des comptes.
Elle est nommée le 3 mars 2021 en Conseil des ministres présidente de chambre à la Cour des comptes, à compter du le 15 mars 2021.